# Marco Lehmann (Basketballspieler)
Marco Lehmann (* 28. Oktober 1993 in Bülach) ist ein schweizerischer Basketballspieler.

## Laufbahn
Lehmann wurde basketballerisch bei Opfikon Basket ausgebildet, wechselte 2012 zum BC Alte Kanti Aarau und gab dort seinen Einstand in der Nationalliga B. In der Saison 2013/14 wurde er vom Internetdienst eurobasket.com als bester einheimischer Spieler der Liga ausgezeichnet und erhielt diesen Titel in der Saison 2015/16 (diesmal im Hemd des Grasshopper Club Zürich) erneut. Zweimal wurde Lehmann Meister der zweithöchsten Schweizer Liga.
2016 kam Lehmann zu Swiss Central Basket und damit in die Nationalliga A. Auch dort war er gleich Leistungsträger. In den Saisons 2016/17 und 2017/18 war er mit Mittelwerten von 18,2 beziehungsweise 17,6 je Begegnung bester Schweizer Korbschütze der Liga.
In der Basketballvariante „3-gegen-3“ wurde Lehmann beim Endturnier der Weltserie im Oktober 2017 Siebter. Anfang November 2019 wechselte der als starker Distanzwerfer bekannte Lehmann zu Fribourg Olympic. Es blieb bei einem Kurzzeitengagement bei den Üechtländern. Lehmann ist beruflich als Landschaftsarchitekt tätig. Er verlegte sich verstärkt auf die Spielart 3-gegen-3, im Oktober 2021 kehrte er im 5-gegen-5 zum Erstligisten Swiss Central zurück.

### Nationalmannschaft
2013 gehörte Lehmann an der B-Europameisterschaft in der Altersklasse U20 zum Kader der Schweizer Nationalmannschaft und erzielte im Turnierverlauf 7,6 Punkte pro Partie.

## Privates
Im Januar 2021 outete sich Lehmann im Tages-Anzeiger als homosexuell.